# Legends (песня Келси Баллерини)
«Legends» — песня американской кантри-поп-певицы и автора-исполнителя Келси Баллерини, вышедшая 7 июня 2017 года в качестве первого сингла с её второго студийного альбома Unapologetically (2017). Баллерини написала трек в соавторстве с Хилари Линдси и Форестом Гленом Уайтхедом. Песня была выпущена в виде цифрового сингла 7 июня 2017 года и попала на американские кантри-радиостанции 10 июля, став лид-синглом для альбома.
Песня «Legends» заняла первое место в чартах Billboard Country Airplay и десятое место в Hot Country Songs, а также достигла 68-й строчки в общежанровом чарте Hot 100. Песня также заняла третье место в чарте Canada Country. Баллерини прорекламировала песню, выступив на церемонии вручения премии CMT Music Awards в 2017 году и сняв музыкальный клип, режиссёром которого выступил Джефф Венабл, рассказывающий о развитии отношений, заканчивающихся трагедией. Позже в том же году Баллерини также исполнила песню на церемонии вручения премии CMA Awards 2017 вместе с легендой кантри Рибой Макинтайр.

## Содержание
«Legends» — это среднетемповая кантри-поп-баллада с горько-сладкими текстами, которые размышляют о прошлой любви. Хотя Баллерини написала песню «с точки зрения расставания», она также считает ее посланием к своим поклонникам за их постоянную поддержку. Критики высоко оценили зрелый почерк песни, а Билли Дьюкс из Taste of Country написал, что «Legends» — «редкая кантри-песня, которая оглядывается на конец отношений с благодарностью… что то, что у них было, было прекрасно, но это должно было закончиться» В музыкальном плане песня развивает кантри-поп стилистику дебютного альбома Баллерини, добавляя «драматические» оркестровые элементы.

## Отзывы
Песня получила положительные отзывы музыкальных критиков.
Билли Дьюкс из Taste of Country похвалил Баллерини за зрелость и написал, что песня "делает то, что она не всегда делала в песнях The First Time, то есть «это полная работа, когда все в комнате привержены общему видению». Автор Billboard Чак Дофин поставил «Legends» на третье место в своём списке 10 лучших песен Баллерини.

## Музыкальное видео
Сопровождающий клип был снят режиссером Джеффом Венаблем, премьера состоялась 29 июня 2017 года. В клипе, вдохновленном комедийно-драматическим сериалом 2016 года «Это мы», показано развитие отношений молодой пары от знакомства до свадьбы и рождения сына. К сожалению, выясняется, что отец погиб в автокатастрофе, когда ребенку было семь лет. В конце видео сын в наши дни, аканчивающим среднюю школу и машущим матери рукой, как это делал его отец. Сцены выступления Келси снимались на скалах Биг-Сура, Калифорния.

## Чарты

### Еженедельные чарты
| Чарт (2017—2018)                  | Высшая позиция |
| --------------------------------- | -------------- |
| Канада (Billboard Country)        | 3              |
| США (Billboard Hot 100)           | 68             |
| США (Billboard Country Airplay)   | 1              |
| США (Billboard Hot Country Songs) | 10             |

### Годовые итоговые чарты
| Чарт (2017)                       | Позиция |
| --------------------------------- | ------- |
| США Hot Country Songs (Billboard) | 76      |

| Чарт (2018)                       | Позиция |
| --------------------------------- | ------- |
| США Country Airplay (Billboard)   | 43      |
| США Hot Country Songs (Billboard) | 62      |

## Сертификации
| Регион                                                                      | Сертификация | Продажи |
| --------------------------------------------------------------------------- | ------------ | ------- |
| США (RIAA)                                                                  | Золотой      | 500 000 |
| Данные о продажах + прослушиваниях приведены только на основе сертификации. |              |         |